# Umhausen
Umhausen ist eine Gemeinde mit 3534 Einwohnern (Stand 1. Jänner 2025) und ein Dorf im Bezirk Imst (Gerichtsbezirk Silz), Tirol (Österreich).

## Geographie
Die Gemeinde liegt im Mittleren Ötztal in einer Talweitung auf dem Murkegel des Horlachbachs, verstreut auf verschiedene Weiler und Dörfer. Im Westen befinden sich die Ötztaler Alpen und östlich grenzt der Siedlungsraum an das Massiv der Stubaier Alpen oder liegt darin (Niederthai). Die Gipfel beider Gebirgszüge sind teilweise über 3000 m hoch und mancherorts vergletschert. Die Ötztaler Alpen stellen die größte Massenerhebung der Ostalpen dar.

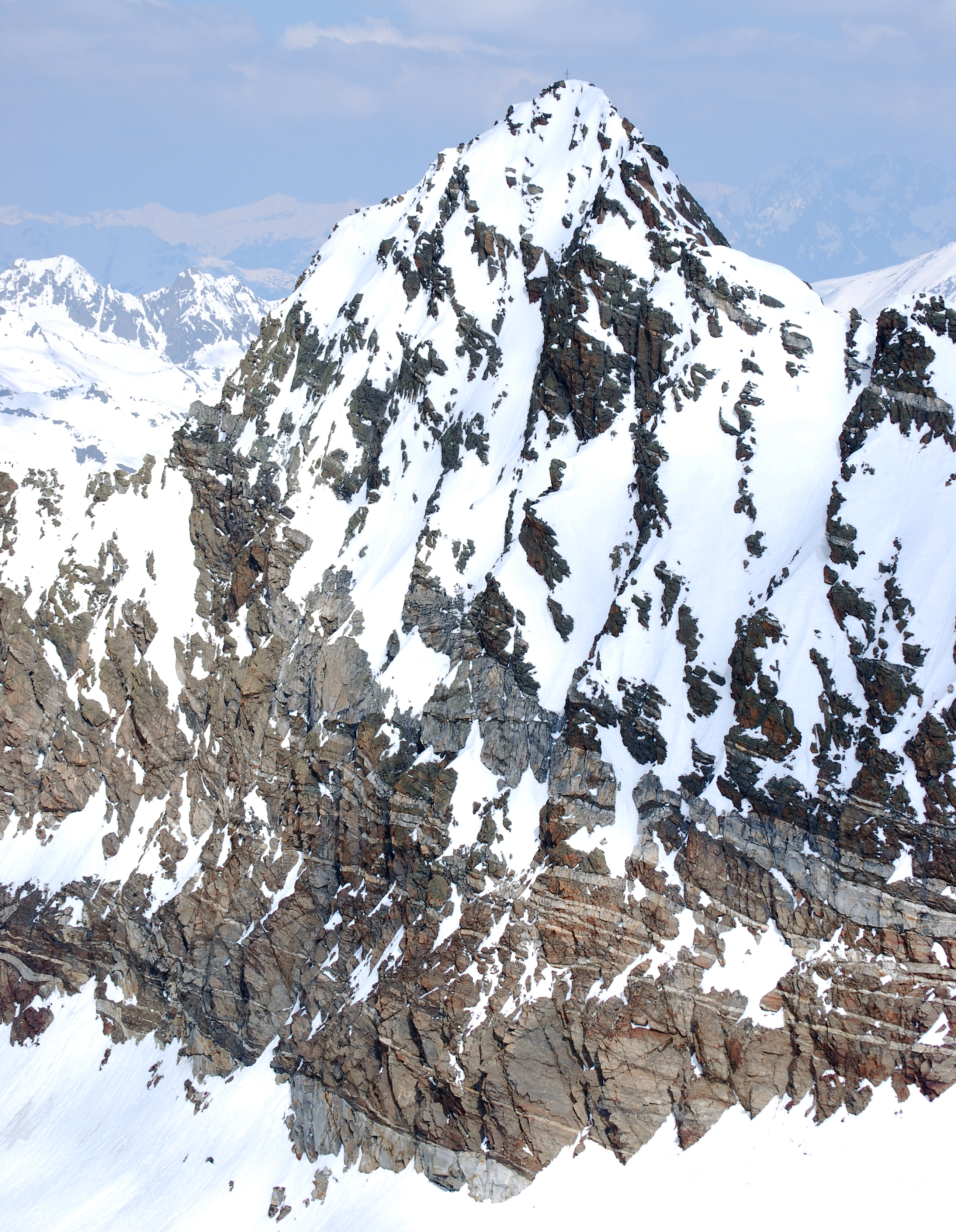
Der Strahlkogel vom Breiten Grieskogel aus gesehen. Deutlich sind die mächtigen Quarzbänder in der Südwand erkennbar.

Der tiefste Punkt des Gemeindegebietes befindet sich unterhalb des Weilers Tumpen (920 m), der höchste ist mit 3288 m der Gipfel des Strahlkogels in den Stubaier Alpen.
Die Gemeinde hat Anteil am Acherkogel, welcher mit 3007 m der nördlichste Dreitausender Tirols und gleichzeitig der nördlichste Dreitausender Europas ist, sofern man für die Schartenhöhe einen Schwellenwert von 100 m ansetzt.

### Nachbargemeinden
Nachbargemeinden sind Arzl im Pitztal, Jerzens, Längenfeld, Oetz, Roppen, Sankt Leonhard im Pitztal, Sankt Sigmund im Sellrain, Sautens und Silz.

### Gemeindegliederung
Das Gemeindegebiet umfasst folgende sechs Ortschaften (in Klammern Einwohnerzahl Stand 1. Jänner 2025):
- Farst (9)
- Köfels (46)
- Niederthai (336)
- Östen (464)
- Tumpen (653)
- Umhausen (2026)

Die Gemeinde besteht aus der einzigen Katastralgemeinde Umhausen.

### Klima
|                        | Jan  | Feb  | Mär  | Apr  | Mai  | Jun  | Jul  | Aug  | Sep  | Okt  | Nov  | Dez  |   |      |
| Mittl. Temperatur (°C) | −3,6 | −2,4 | 2,0  | 6,1  | 11,0 | 13,9 | 15,9 | 15,1 | 11,4 | 6,9  | 1,2  | −2,5 | ⌀ | 6,3  |
| Mittl. Tagesmax. (°C)  | 2,4  | 4,3  | 8,7  | 12,9 | 18,0 | 20,8 | 23,0 | 22,1 | 18,1 | 13,6 | 6,8  | 2,7  | ⌀ | 12,8 |
| Mittl. Tagesmin. (°C)  | −6,7 | −6,1 | −2,2 | 1,3  | 5,6  | 8,5  | 10,5 | 10,3 | 7,0  | 3,0  | −1,9 | −5,3 | ⌀ | 2    |
|                        |      |      |      |      |      |      |      |      |      |      |      |      |   |      |
| Niederschlag (mm)      | 31   | 28   | 42   | 38   | 63   | 92   | 110  | 112  | 60   | 44   | 45   | 39   | Σ | 704  |
|                        |      |      |      |      |      |      |      |      |      |      |      |      |   |      |
| Luftfeuchtigkeit (%)   | 61,3 | 54,0 | 46,7 | 43,4 | 45,0 | 47,2 | 48,5 | 51,3 | 53,7 | 55,1 | 61,6 | 67,5 | ⌀ | 52,9 |

| −6,7 |

| −6,1 |

| −2,2 |

| 1,3 |

| 5,6 |

| 8,5 |

| 10,5 |

| 10,3 |

| 7,0 |

| 3,0 |

| −1,9 |

| −5,3 |

| −6,7 |

| −6,1 |

| −2,2 |

| 1,3 |

| 5,6 |

| 8,5 |

| 10,5 |

| 10,3 |

| 7,0 |

| 3,0 |

| −1,9 |

| −5,3 |

### Geologie
Köfels-Bergsturz
Eine geologische Besonderheit bietet Köfels: Bei einem drei Milliarden Kubikmeter umfassenden Bergsturz erfolgte durch Druck und Reibungshitze eine Umwandlung von Gneis zu einem glasigen Gestein, das als Köfelsit bezeichnet wird. Deutlich erkennt man die Bruchflächen am Berg und die Abraumhalde. Das Material verschüttete die Ötztaler Ache und türmte sich auf der gegenüber liegenden Seite, bei Niederthai, zum Tauferberg auf.
Durch den Bergsturz staute sich dort der Horlachbach und es bildete sich, nachdem dieser umgeleitet wurde, der Stuibenfall.
Die Ursache des Bergsturzes wurde bislang nicht geklärt. Alexander Tollmann und Edith Kristan-Tollmann publizierten 1993 die Theorie, dass der Bergsturz durch einen Kometeneinschlag verursacht worden sei, ähnlich Mark Hempsell 2008, dass er 3123 v. Chr. durch einen Asteroideneinschlag verursacht worden sei. Diese Theorien wurden untersucht und bezweifelt.
Engelswand

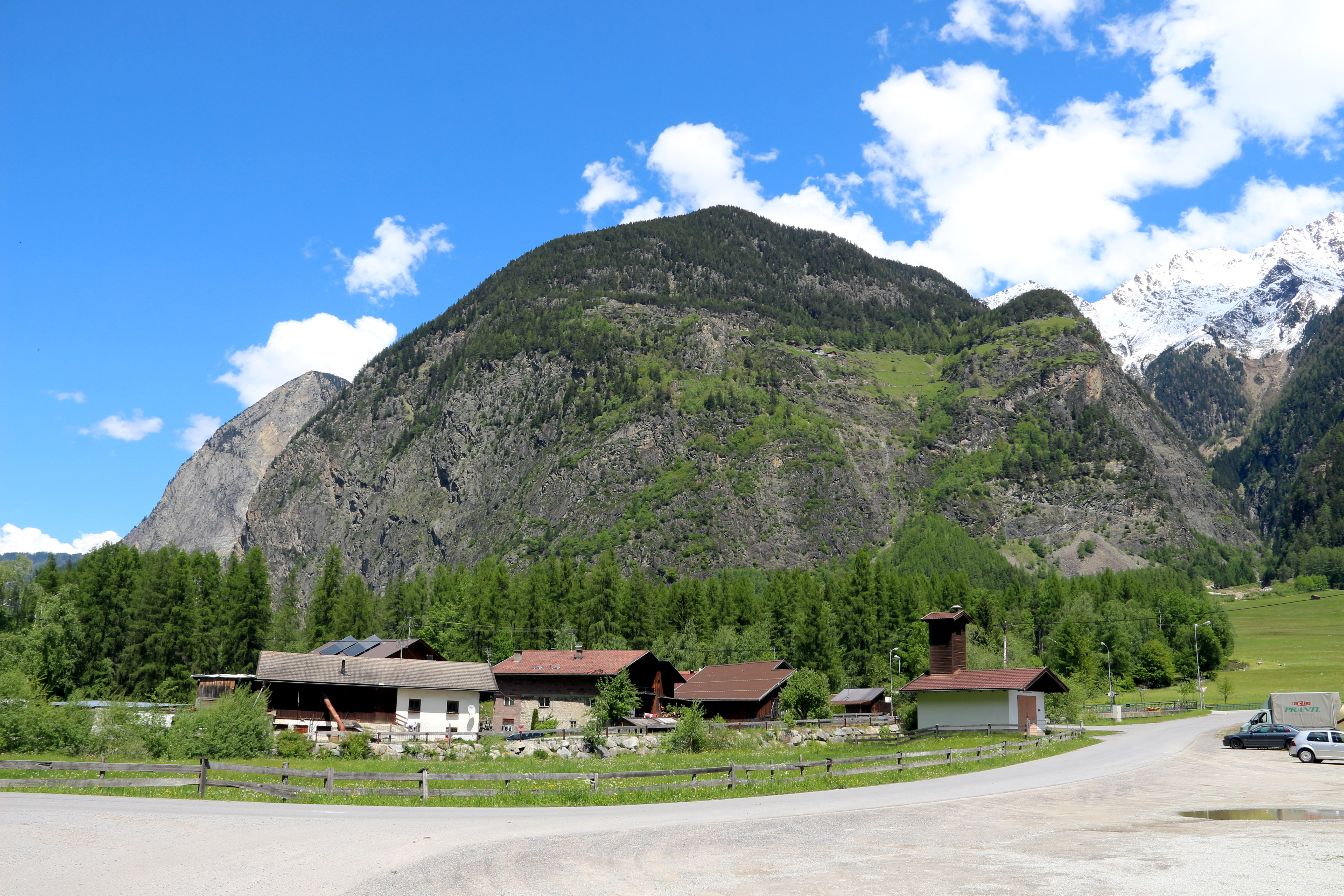
Engelswand vom Ortsteil Östen aus gesehen.

Außerhalb des Ortsteils Tumpen, unterhalb von Farst, befindet sich die Engelswand, um die sich mehrere Sagen ranken.
Ein Teil der Wand dient als touristischer Klettergarten mit über 70 Routen in verschiedenen Schwierigkeitsgraden.
Die Wand steht als Naturschutzgebiet und Natura-2000-Gebiet unter Schutz.
Geo Forum
Aufgrund der vielen lokal vorhandenen geologischen Besonderheiten wird seit dem Jahr 2000 das Geo Forum Umhausen abgehalten. Es wurde von Gunther Heißel und Helfried Mostler gegründet und findet regelmäßig im Oktober statt. Am Geo Forum nehmen nationale und internationale Geologen teil.

## Geschichte

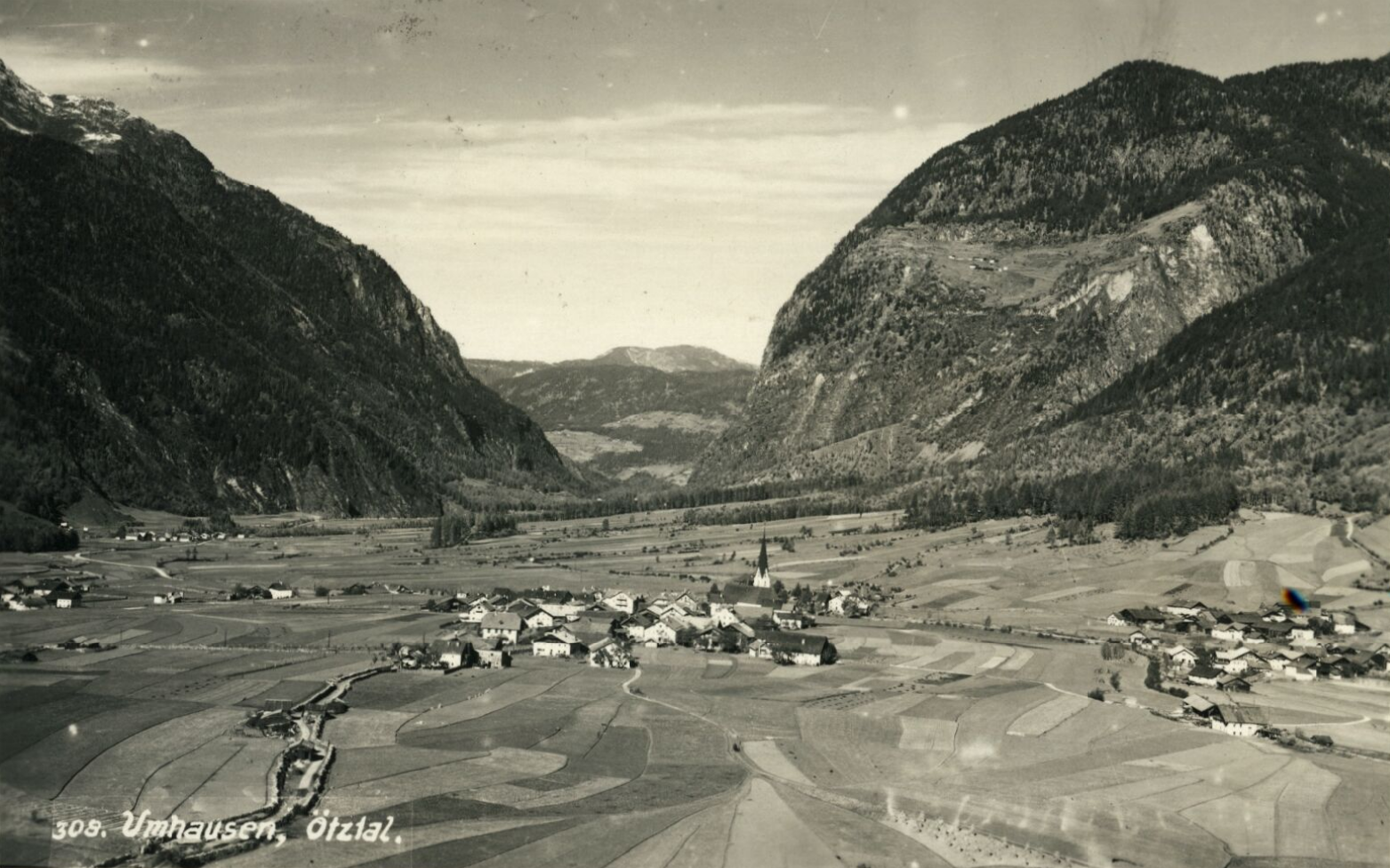
Historische Postkarte Umhausen mit Farst, Ansicht von Süden

Auf die Zeit um 7400 v. Ch. lassen sich Feuerrodungen im Bereich der Fundusalm auf 1940 m Seehöhe datieren. Auf der zweiten Talstufe des Ötztales gelegen, gilt Umhausen als die älteste Dauersiedlung des Tals. Doch früher als das unwirtliche und von Muren und Gletscherausbrüchen bedrohte Umhauser Becken war das Hairlachtal, in dem heute Niederthai liegt, besiedelt. Auch Farst gilt als altes Siedlungsgebiet; bereits zur Zeit des Ötzi gab es auch hier durch Brandrodung gewonnene Felder.
Vermutlich um 1000 n. Ch. ließen sich bajuwarische Einwanderer in dem vorerst als Weidegebiet genutzten Talbecken nieder.
Erste Schriftzeugnisse aus der Gegend kommen aus dem 12. Jh. Sie berichten von Schwaighöfen in Nidirtaige, die an das Kloster Ottobeuren zinsten. Umhausen erscheint verschriftlicht erstmals im landesfürstlichen Urbar Graf Meinhards II. von 1288 als Vmbehvsen. Der Name kommt von althochdeutsch umbihus ‚Verwaltungssitz des Großgrundbesitzers‘.
Umhausen war ein Zentrum des Flachsanbaus, die blaue Flachsblüte im Wappen weist noch heute darauf hin. Die blaue Woge im Wappen stellt den Stuibenfall dar.
In der zweiten Hälfte des 20. Jh. verschob sich die Hauptproduktion der Gemeinde weg von der Landwirtschaft hin zu zweisaisonalem Gastgewerbe.

### Bevölkerungsentwicklung
EinwohnerJahr10001500200025003000350040001860189019201950198020102040EinwohnerEinwohnerentwicklung von Umhausen

## Kultur und Sehenswürdigkeiten

### Bauwerke

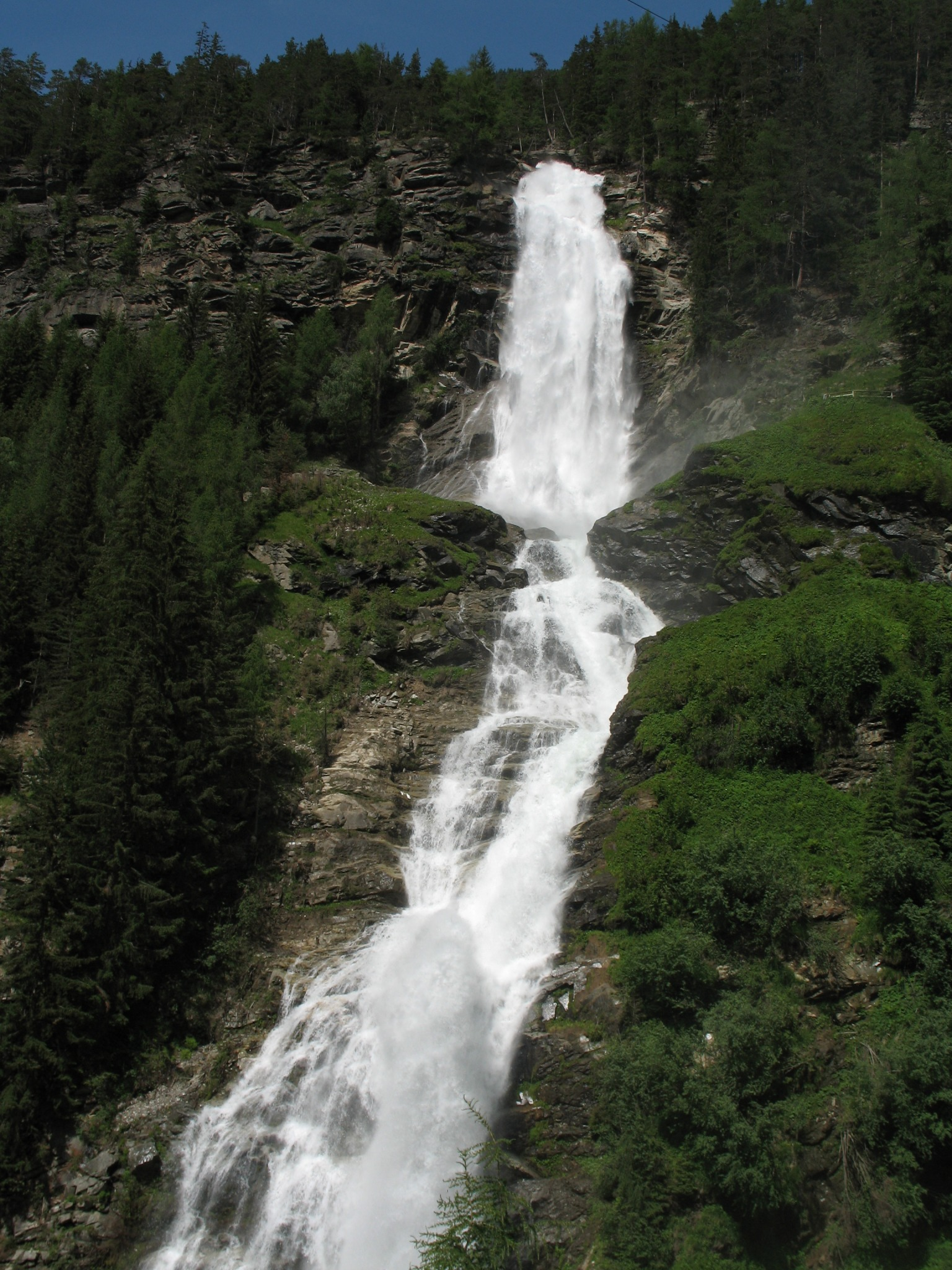
Der Stuibenfall, mit 159 m höchster Wasserfall Tirols

- Pfarrkirche hl. Vitus in Umhausen Dorf mit Nepomukkapelle und Totenkapelle
- Pfarrkirche hl. Martin in Tumpen etwas erhöht über dem Talboden mit Friedhofskapelle
- Kaplaneikirche hl. Antonius von Padua in Niederthai
- Johann-Nepomuk-Brunnen
- Expositurkirche Mariä Sieben Schmerzen in Köfels
- Wallfahrtskirche Maria Schnee in Östen[11]

### Natur- und Kulturdenkmäler
- Naturdenkmal Stuibenfall
- Wasserwaalweg bis zum Stuibenfall[12]: Wanderweg entlang vor langer Zeit künstlich geschaffener Bewässerungsanlage um die Ernte zu sichern.

### Ötzi-Dorf
Der Ötztaler Verein für prähistorische Bauten und Heimatkunde mit Sitz in Umhausen hat in Zusammenarbeit mit der Gemeinde Umhausen und unter wissenschaftlicher Leitung der Universität Innsbruck (Institut für Archäologie, Walter Leitner) das „Ötzi-Dorf“ 2001 errichtet. Einen archäologischen Freilichtpark, der dem Besucher „Leben, Wohnen und Wirtschaften in der Jungsteinzeit“, der Zeit Ötzis, veranschaulichen soll. Eine Überlebensschule ist angeschlossen. Rund um das Areal sind mehrere touristische Einrichtungen geschaffen worden, zuletzt wurde ein Greifvogelpark errichtet.

### Hedwig von Trapp
Hedwig von Trapp, Mitglied der Trapp-Familie, wohnte und arbeitete nach der Auflösung des Familienchors in Farst, oberhalb von Umhausen. Diese auf 1470 m hoch gelegene Arbeitsstätte sollte zur Linderung der an Asthma leidenden Hedwig von Trapp dienen. Bekannt war Hedwig von Trapp aus dem Film und Musical The Sound of Music, das die Erlebnisse der Trapp-Familie filmisch verarbeitet hat. Hedwig von Trapp wurde durch den Charakter „Brigitta“ im Film dargestellt. Die Schule ist noch im Originalzustand erhalten.

### Das Larchzieh’n

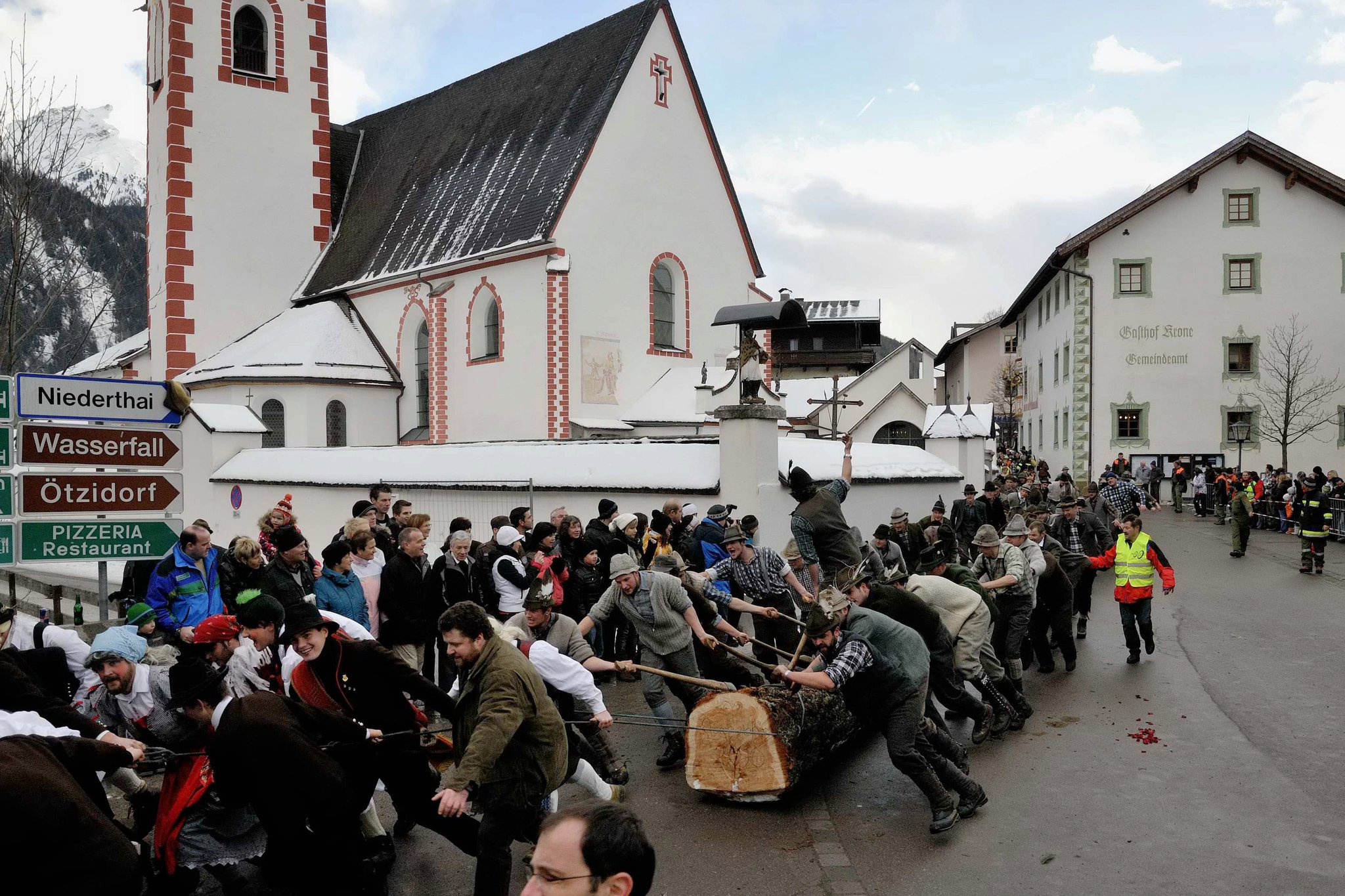
Larchzieh’n 2010

Das Larchzieh’n, bei dem ein rund 35 bis 40 Meter langer Lärchenstamm durch den Ort gezogen wird, ist ein jahrhundertealter Fasnachtsbrauch, der mit mehrjährigem Abstand durchgeführt wird.
Das Larchzieh’n fand bis in die 1960er Jahre nur dann statt, wenn kein Junggeselle im Ort geheiratet hatte. Seit 1996 findet das Larchziehen im vier- bis fünfjährigen Abstand (1996, 2000, 2005, 2010, 2015, 2020) statt und ist mit mehreren tausend Besuchern die größte Veranstaltung im Ort. Wichtig beim Burschenbrauch des Larchzieh'ns ist, dass der Baumstamm von den ausschließlich ledigen Burschen ohne Unterbrechung, also in einem Zug, durch den Ort gezogen wird. Die anschließende Versteigerung umfasst nicht nur den symbolischen Larch (Lärchen „Lerchen“), sondern auch anderes Holz, das von Agrargemeinschaften, Firmen und Privaten zur Verfügung gestellt wird.

## Wirtschaft und Infrastruktur

### Radonvorkommen – Kurzentrum Umhausen
In den 1990er Jahren entdeckte man in Umhausen Vorkommen des radioaktiven Edelgases Radon, die insbesondere durch die Universität Innsbruck wissenschaftlich untersucht wurden. Die Entdeckung erfolgte nach statistischen Untersuchungen, bei denen eine signifikante Häufung von Lungenkrebs in Umhausen festgestellt wurde: Die Zahl der Todesfälle war in den Jahren 1970–1991 etwa viermal so hoch wie im Durchschnitt der Tiroler Bevölkerung. In geschlossenen Räumen wurden extrem hohe Radonkonzentrationen gemessen, der höchste Wert lag im Juli 1992 bei 274.000 Bq/m³, das ist mehr als das Tausendfache des empfohlenen Richtwerts von 200 Bq/m³. Ursache dieser extremen Radonwerte sind geologische Besonderheiten im Schuttkegel des Bergsturzes von Köfels.
Quellen mit radonhaltigem Wasser im Ortsgebiet erfüllen alle Ansprüche an eine Heilquelle für chronisch rheumatische Erkrankungen und schmerzstillende Behandlungen. Das Heilwasservorkommen umfasst ca. 200 Mio. m³ und wird mittels zweier Tiefbrunnen im Ortsteil Neudorf gefördert. Umhausen darf sich Bad Umhausen nennen, wovon aber nicht Gebrauch gemacht wird. Inzwischen wurde ein Kurzentrum errichtet. Es liegt auf einer Anhöhe oberhalb von Umhausen, ergänzend zu den Therapien stehen viele Wanderwege, Berg- und Mountainbikerouten zur Verfügung.

### Wintersport
Skigebiet Niederthai

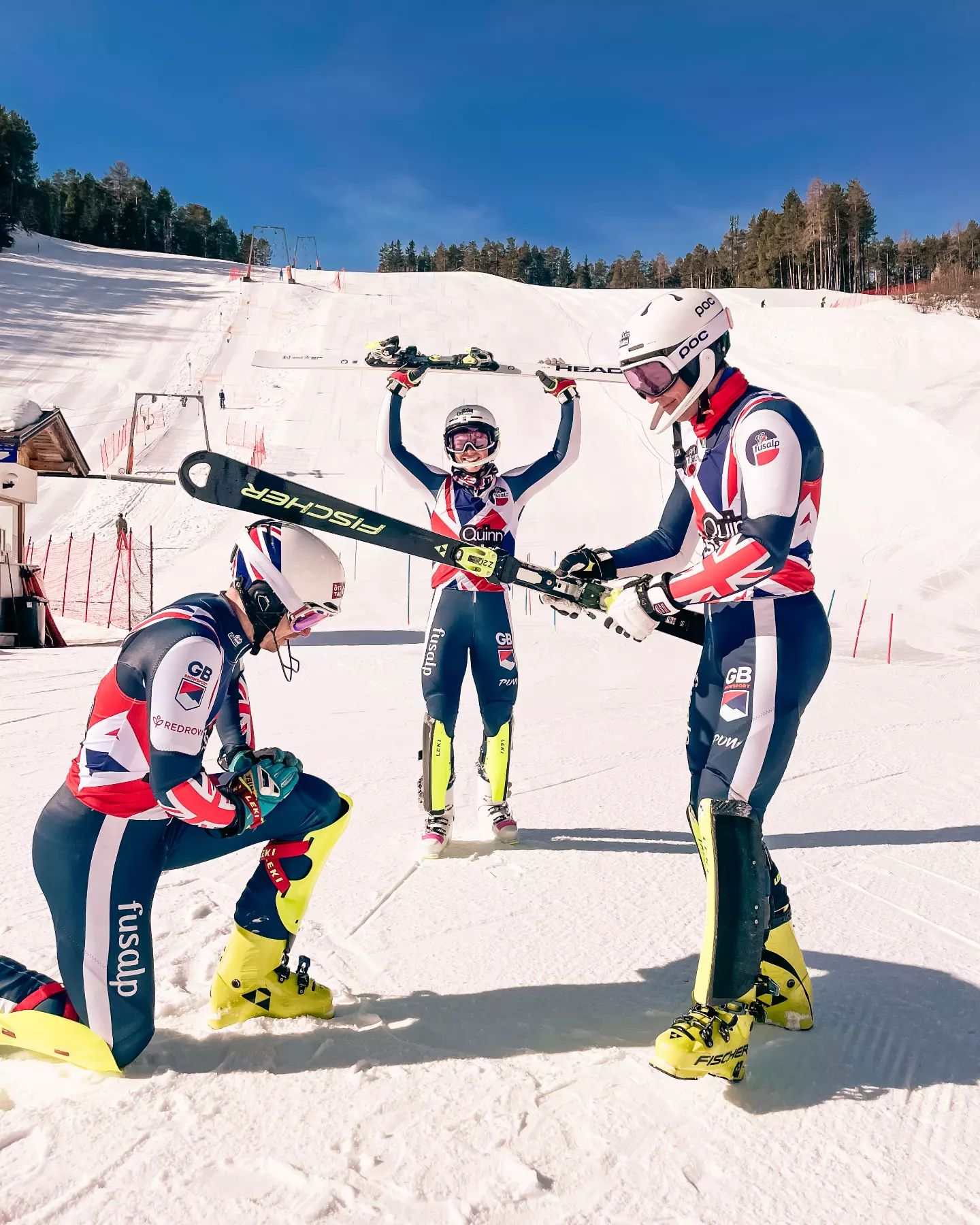
Dave Ryding mit britischem Ski Nationalteam in Niederthai

Im Ortsteil Niederthai befindet sich ein Familienskigebiet mit vier Liften. Die Piste beim Wolfsegglift ist eine beliebte Trainingspiste für Skirennfahrer.
Langlaufzentrum Niederthai
Das Langlaufzentrum Niederthai besteht aus folgenden Loipen:
- Sonnenplateauloipe (beleuchtete Nachtloipe)
- Horlachtalloipe
- Matau-Loipe
- Frühloipe (Biathlon)
- Tauferbergloipe

Die Länge der gespurten Loipen beträgt 31 km. Aufgrund der Höhenlage von 1500 bis 1800 m gilt das Langlaufgebiet als Schneesicher. Niederthai hat das Tiroler Loipengütesiegel erhalten.
Rodelzentrum Grantau
In der Grantau befindet sich seit 1999 das „Bundesleistungszentrum West für das Rodeln auf Naturbahnen“. Jährlich werden auf der 955 m langen Strecke Weltcuprennen gefahren. 2011 und 2021 fanden die Weltmeisterschaften im Naturbahnrodeln auf der Naturrodelbahn Grantau statt.
Die Rennrodelbahn-Grantau zählt zu den technisch anspruchsvollsten Rennstrecken im Naturbahnrodeln. Aufgrund der technisch anspruchsvollen Charakteristik gilt die Grantau als „Klassiker“ im Rodelzirkus und Siege auf dieser Rennstrecke haben einen besonders hohen Stellenwert.

## Politik
Der Bürgermeister der Gemeinde Umhausen ist Jakob Wolf, der Gemeinderat besteht aus 15 Mitgliedern:
- Helmut Falkner (1. Bürgermeister-Stellvertreter) – Liste Jakob Wolf
- Michael Kapferer (2. Bürgermeister-Stellvertreter) – Gemeinschaftsliste Team Michael Kapferer
- Ulli Griesser – Liste Jakob Wolf
- Thomas Auer – Liste Jakob Wolf
- Margreth Falkner – Liste Jakob Wolf
- Sandro Scheiber – Liste Jakob Wolf
- Stefanie Auer – Liste Jakob Wolf
- Leonhard Falkner – Liste Jakob Wolf
- Sarah Benita Albrecht – Liste Jakob Wolf
- Thomas Frischmann - Liste Jakob Wolf
- Hubert Klotz – Gemeinschaftsliste Team Michael Kapferer
- Claudia Schabus – Gemeinschaftsliste Team Michael Kapferer
- Fabio Haßlwanter – Gemeinschaftsliste Team Michael Kapferer
- Artur Parth – Gemeinschaftsliste Team Michael Kapferer

### Partnerschaften
- Erlangen (Deutschland), Partnerschaftliche Vereinbarung seit 2006[18]

## Persönlichkeiten
- Ignaz Franz Keil (1744–1814), Maler
- Adolf Trientl (1817–1897), Priester und Landwirtschaftsberater
- Karl Marberger (1910–1995), Kronewirt und Nationalrat
- Franz Pizzinini (1910–1974), Maler und Restaurator
- Hans Marberger (1917–2002), Urologe und Universitätsprofessor
- Ferdinand Falkner (1936–2015), Journalist
- Gerald Kammerlander (* 1981), Naturbahnrodel-Weltmeister 2011
- Thomas Kammerlander (* 1990), dreimaliger Naturbahnrodel-Gesamtweltcupsieger 2018, 2019, 2020; Weltmeister 2021
- Hansjörg Auer (1984–2019), österreichischer Kletterer
- Gilbert Soukopf (* 1959), Schlagersänger
- Alessandro Schöpf (* 1994), österreichischer Fußballspieler
- Franziska Gritsch (* 1997),  österreichische Skirennläuferin

## Bilder

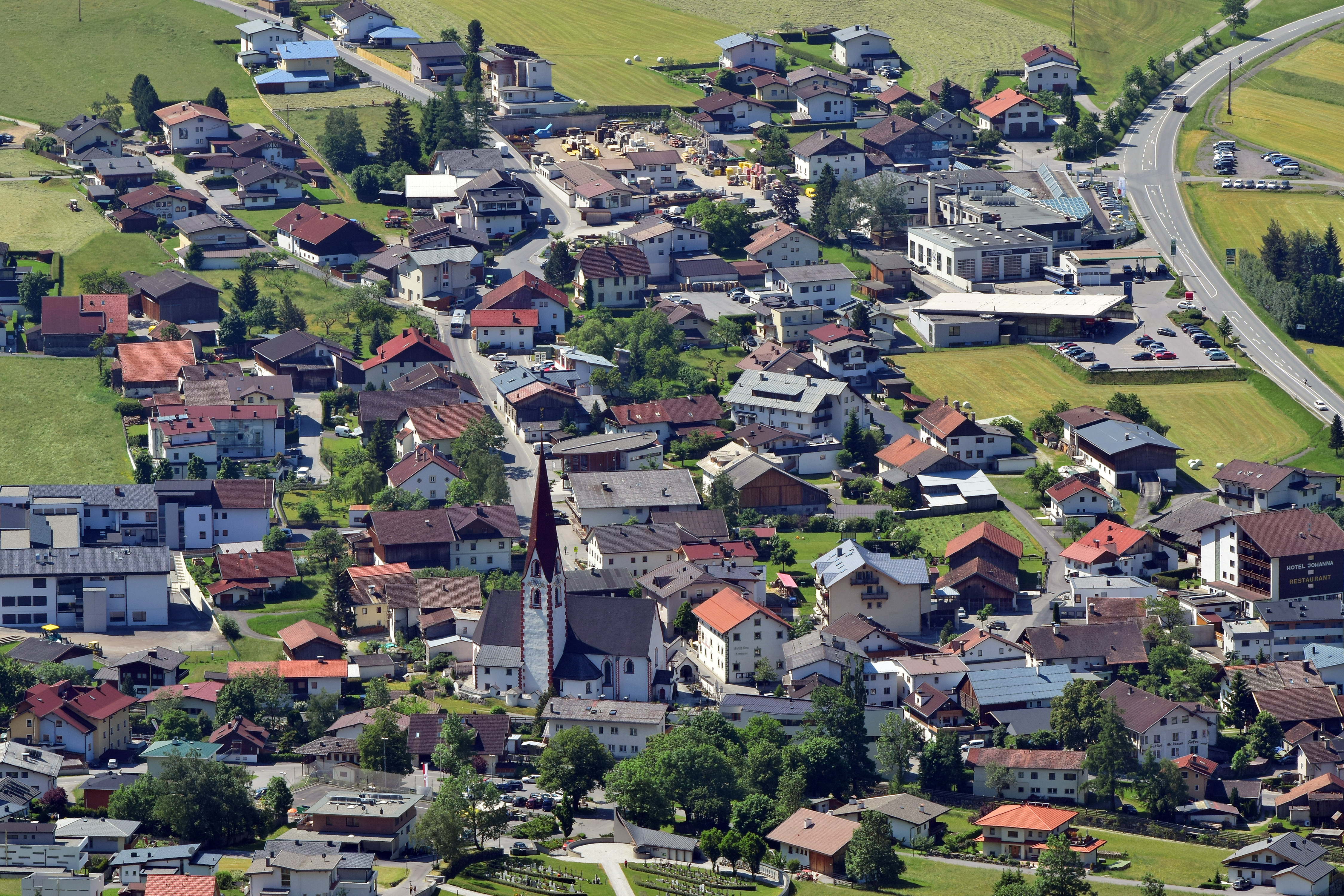
Blick von Farst auf das Dorfzentrum
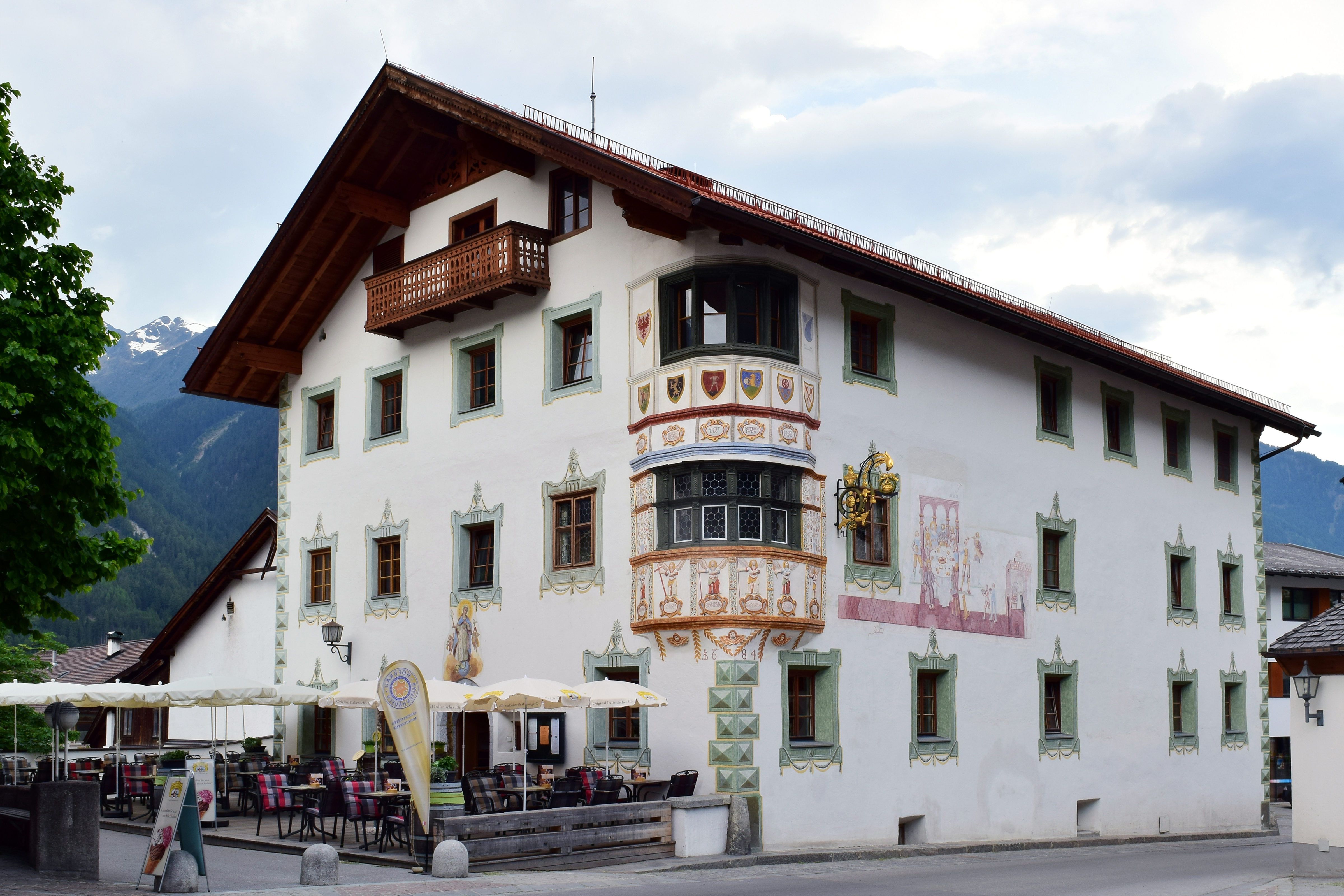
Gemeindeamt Umhausen
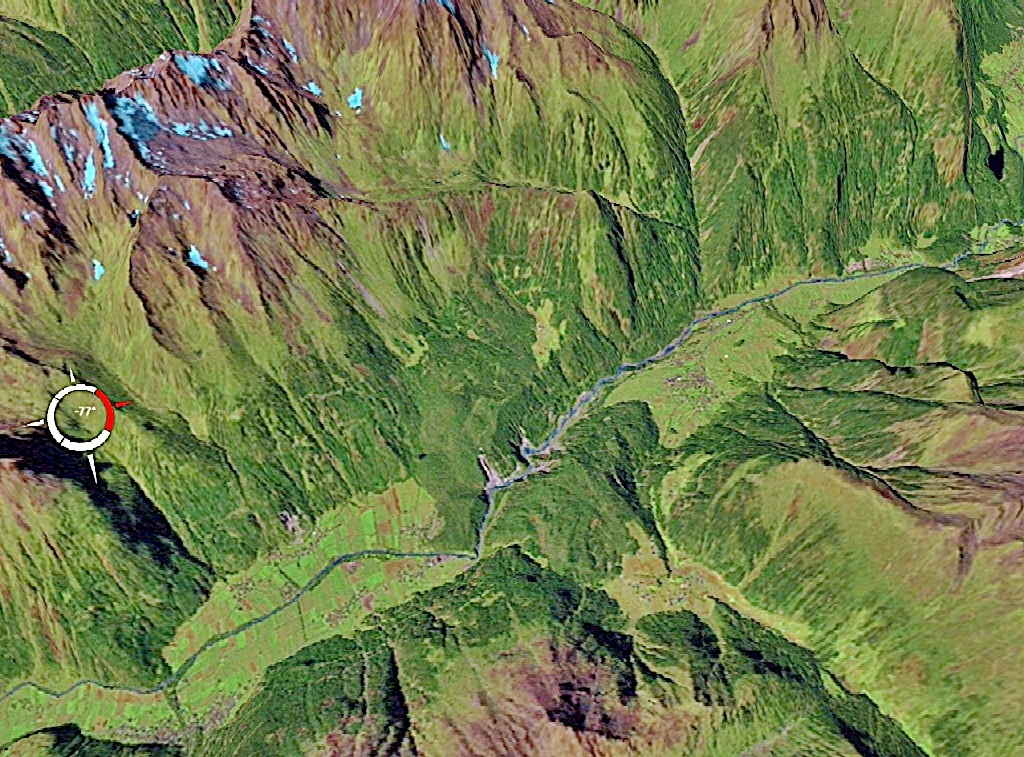
Bergsturz von Köfels
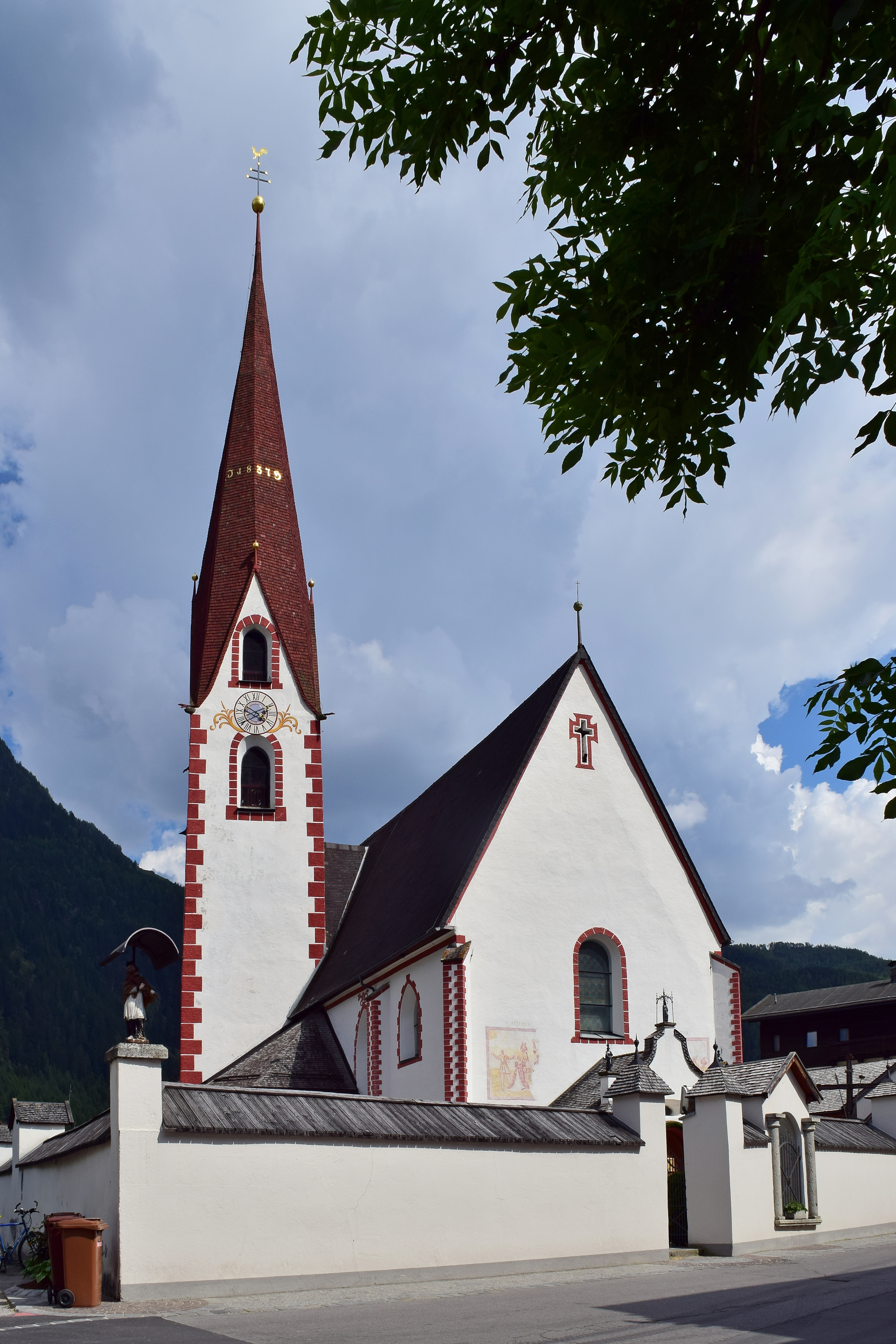
Pfarrkirche Sankt Vitus
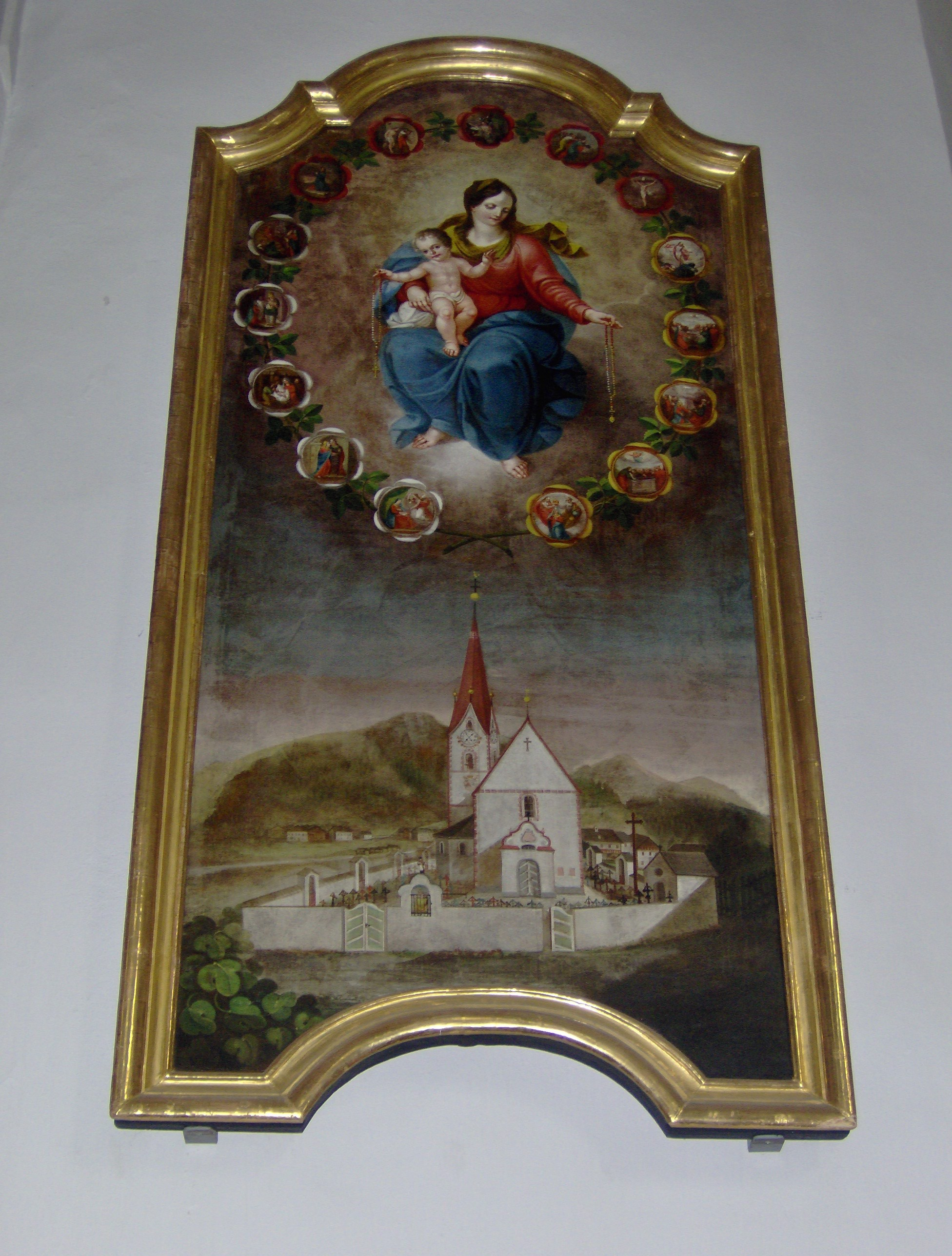
Darstellung der Pfarrkirche Sankt Vitus in der Kirche
Ortschaft Farst, dahinter der Geigenkamm
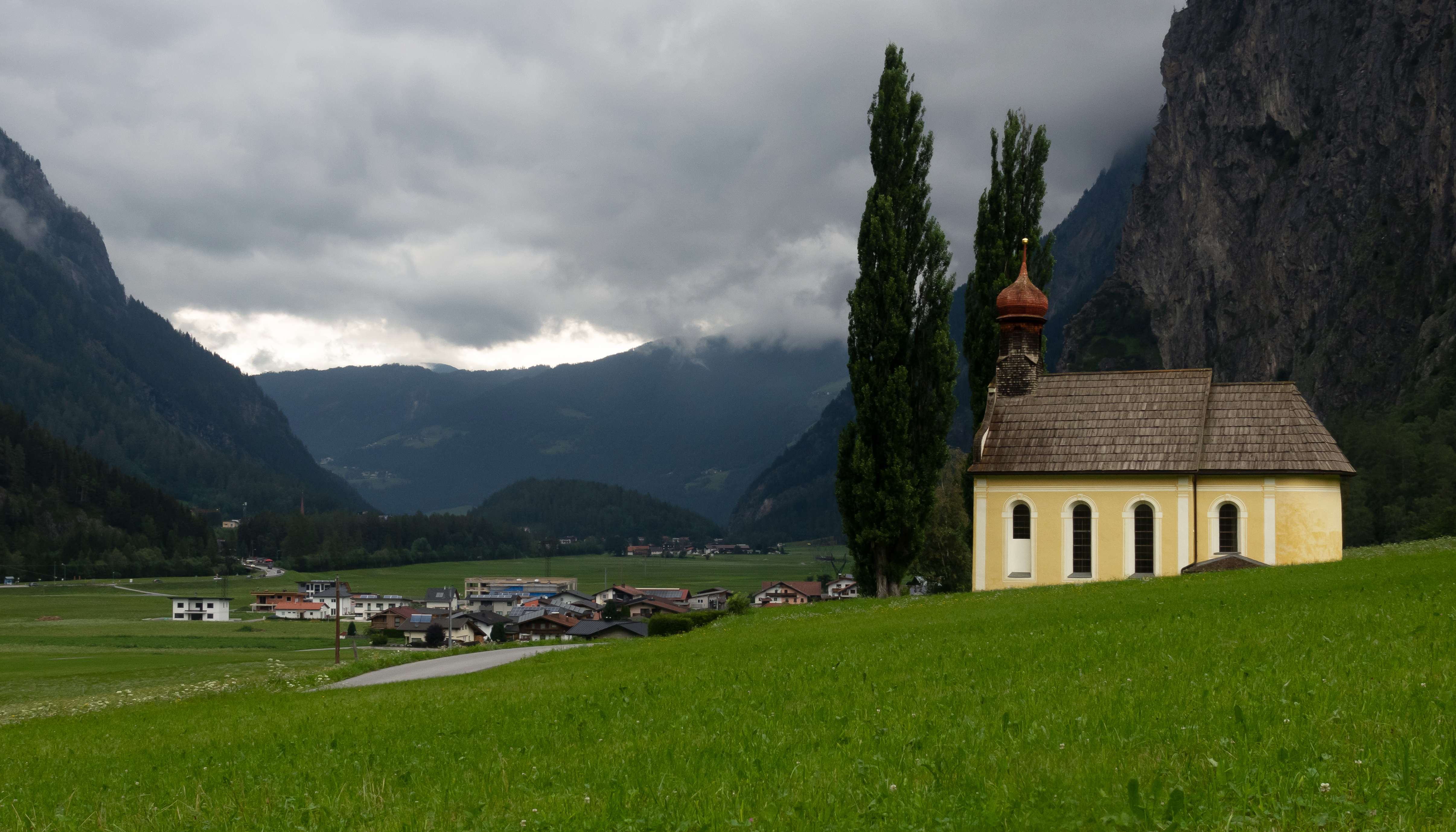
Wallfahrtskirche Maria Schnee in Östen
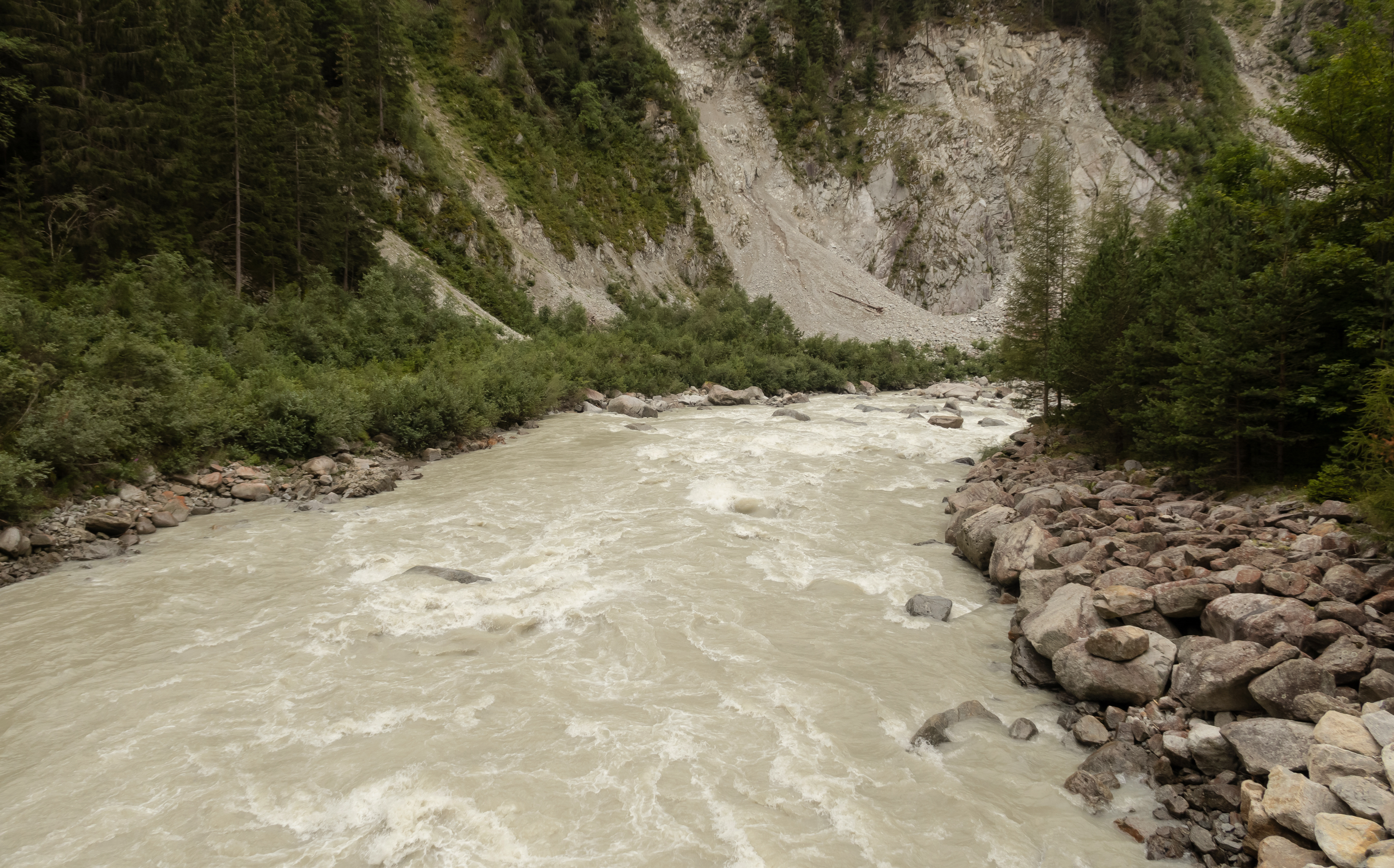
Ötztaler Ache bei Umhausen